# Marxisme-leninisme
Marxisme-leninisme er en politisk filosofi eller verdenssyn der bygger på marxistisk-leninistiske ideer, der søger at etablere socialistiske stater og udvikle dem yderligere. Marxist-leninister går ind en bred vifte af synspunkter afhængig af deres forståelse af marxismen-leninismen, men generelt støtter de idéen om et avantgardeparti, et etpartistyre, statskontrol over økonomien, internationalisme, modstand mod liberalt demokrati og modstand mod kapitalismen. I Kina, Cuba, Laos og Vietnam er marxismen-leninismen fortsat de herskende partiers officielle ideologi. 
Marxismen-Leninismen støtter oprettelsen af en etpartistat under ledelse af det kommunistiske parti som et middel til at udvikle socialisme og derefter kommunisme. Den marxist-leninistiske stats politiske struktur indebærer et kommunistisk partis ledelse af den revolutionær socialistisk stat, der repræsenterer proletariatets vilje og regering. På grundlag af demokratisk centralisme er det kommunistiske parti den ledende politiske institution i den marxist-leninistiske stat.
Marxismen-Leninismen sigter mod at skabe et internationalt kommunistisk samfund. De kommunistiske partier kæmper mod kolonialisme og imperialisme, går ind for dekolonisering og understøtter anti-koloniale kræfter. Patierne støtter anti-fascistiske internationale alliancer og arbejder for skabelsen af "folkefronter" mellem kommunistiske og ikke-kommunistiske anti-fascister mod stærke fascistiske bevægelser.
Marxismen-leninismen var den officielle ideologi Sovjetunionens kommunistiske parti (SUKP) og de øvrige regerende partier, i det der udgjorde Østblokken.

## Partier i Danmark
En række partier og organisationer i Danmark har erklæret at bygge på marxisme-leninismens ideer, eller marxisme-leninismen Mao Zedong-tænkningens ideer, også kaldet maoisme, blandt andet:
- Danmarks Kommunistiske Parti (DKP) (stiftet 1919, siden 1991 yderst svækket)
- Kommunistisk Arbejdskreds (KAK) (stiftet 1963, ophørt 1980) (maoister)
- Kommunistisk Arbejderforbund marxister-leninister (KAm-l) (stiftet 1973, nedlagt 1983) (maoister)
- Kommunistisk Arbejderparti (KAP) (stiftet 1976, nedlagt 1994) (maoister)
- Danmarks Kommunistiske Parti/Marxister-Leninister (stiftet 1979, nedlagt 2006, fussioneret med andre i Kommunistisk Parti)
- Kommunistisk Parti i Danmark (stiftet 1993)
- Arbejderpartiet Kommunisterne (stiftet 2000)
- Kommunistisk Parti (stiftet 2006)